# Carlos Serrano
Carlos Serrano – gwatemalski bokser, złoty medalista Igrzysk Ameryki Środkowej i Karaibów z roku 1950.

## Kariera
W marcu 1950 roku zdobył złoty medal na Igrzyskach Ameryki Środkowej i Karaibów w Gwatemali. W finale zmierzył się z Panamczykiem Luisem Díazem, pokonując go na punkty. Rok później rywalizował na igrzyskach panamerykańskich w Buenos Aires, ale w ćwierćfinale przegrał na punkty z Carlosem Sandovalem Gómezem.